# 阿列河畔堡
阿列河畔堡（法語：Château-sur-Allier，法語發音：[ʃato syʁ alje]）是法国阿列省的一个市镇，位于该省北部，也是阿列省和整个奥弗涅-罗讷-阿尔卑斯大区的最北端，属于穆兰区。该市镇2009年时的人口为179人，总面积为27.75平方公里。

## 人口
阿列河畔堡人口变化图示
| 数据来源：INSEE |